# Westfield, Norfolk
Westfield är en by i civil parish Whinburgh and Westfield, i distriktet Breckland, i grevskapet Norfolk i England. Byn är belägen 3 km från Dereham. Westfield var en civil parish fram till 1935 när blev den en del av Whinburgh. Civil parish hade 86 invånare år 1931. Byn nämndes i Domedagsboken (Domesday Book) år 1086, och kallades då Westfelda.